# Healy
Pour les articles homonymes, voir Healy (homonymie).
Healy est une census-designated place d'Alaska aux États-Unis faisant partie du borough de Denali. En 2010, sa population était de 1 021 habitants.
Elle est située au confluent de la rivière Healy et de la rivière Nenana, à 126 km au sud-ouest de Fairbanks, à 4,0 km de l'entrée du parc national et réserve du Denali, sur la George Parks Highway. Elle est le siège du Borough de Denali.
Les températures moyennes vont de −19 °C à −30 °C en janvier et de 10 °C à 22 °C en juillet.
Healy a été fondée en 1904 à l'emplacement de la mine de charbon Usibelli, seule mine de charbon d'Alaska, et a évolué, de ville minière qu'elle était à l'origine vers une ville tournée vers le tourisme estival dû à sa proximité avec le parc national et réserve du Denali.

## Démographie
| 1930 | 1940 | 1950 | 1960 | 1970 | 1980 |
| ---- | ---- | ---- | ---- | ---- | ---- |
| 36   | 46   | 102  | 67   | 79   | 334  |

| 1990 | 2000  | 2010  | - | - | - |
| ---- | ----- | ----- | - | - | - |
| 487  | 1 000 | 1 021 | - | - | - |

## Sources et références
- (en) CIS

- (en) Cet article est partiellement ou en totalité issu de l’article de Wikipédia en anglais intitulé « Healy, Alaska » (voir la liste des auteurs).

1. ↑  « Statistiques des États-Unis - Alaska - Profils des communautés de 2010 » (consulté en novembre 2020)